# Amna Suraka
Amna Suraka (arabsko آمنة سوراكا،, kurdsko مۆزەخانەی ئەمنە سوورەكە, dob. ''Rdeča varnost, rdeči zapor'') je muzej v Sulejmaniji, avtonomna regija Kurdistan v Iraku.

## Zapor
Od leta 1979 do 1991, med vladavino Sadama Huseina v Iraku, je bila Amna Suraka severni sedež Da'irat al-Amn/Direkcije za splošno varnost, obveščevalne agencije iraškega notranjega ministrstva, ki se pogovorno imenuje samo Amn. Tam je bilo zaprtih veliko ljudi, predvsem študentov, kurdskih nacionalistov in drugih disidentov. Mnogi so bili mučeni in posiljeni. Med bitko za Sulejmanijo leta 1991 so se iraški varnostni uradniki in vojaki umaknili na poveljstvo Amna, ki je služil kot trdnjava Baathistov v mestu in zadrževali upornike skoraj dva dni, dokler zapora po 2 urah trajajočem napadu niso zavzele sile pešmerg. Uporniki so po hitrem postopku usmrtili 300 agentov Amna, jezni civilisti pa so ubili številne druge. Ena skupina mater, katerih sinovi so bili ubiti v kompleksu, je kamenjala in do smrti sekala 21 Iračanov. Skupno je bilo ubitih med 700 in 800 tajnih policistov in vojakov, čeprav je vodja KDP Massoud Barzani številne nabornike pomilostil in jim dovolil, da se vrnejo na svoje domove. Stavba ima veliko sledi iz te bitke.

## Muzej
Leta 2003 so na mestu odprli muzej za dokumentiranje kršitev človekovih pravic pod Sadamovo vladavino. Muzej je brezplačen za obisk, odprt je šest dni na teden in ga večinoma financira Patriotska zveza Kurdistana, politična stranka, prejel pa je tudi sredstva od družine Talabani in skupine Kaivan. Muzejski eksponati vključujejo lutke, ki prikazujejo, kako so ljudi mučili v zaporu, in dvorano z razbitimi ogledali s 182.000 drobci v spomin na Kurde, ubite med genocidno kampanjo Anfal, s 4500 osvetlitvami ozadja, ki predstavljajo kurdske vasi, uničene med kampanjo. Na Anfalu je tudi druga razstava s slikami izkopanih trupel in imeni uglednih Kurdov, ki so bili ubiti ali izginuli. Kasnejša razstava je o borcih Pešmerge, ki jih je ubil ISIS.
V muzeju je zgodovina zlorab človekovih pravic uporabljena v pripovedi o kurdskem nacionalizmu. Po besedah Autumn Cockrell-Abdullah poskuša muzej »konstituirati Kurde kot narod in nacionalno državo ter razmejiti meje kurdske nacionalne identitete« s spominjanjem na kršitve človekovih pravic Kurdov.
Leta 2013 je poročevalec Vice News Orlando Crowcroft Amno Surako označil za »najbolj depresiven muzej na svetu«, pa tudi za največjo turistično atrakcijo v Sulejmaniji.
- Zunaj razstavljena artilerija
- Prenovljena zaporniška celica
- Mučenje ujetnikov z elektriko in obešanje
- Mučenje zapornika s falango (bičanje stopal)
- Upodobitev zapornice, ki je bila posiljena, dokler ni rodila otroka
- Dvorana ogledal